# Margaret Matzenauer
Margaret Matzenauer (ur. 1 czerwca 1881 w Temesvárze, zm. 19 maja 1963 w Van Nuys w stanie Kalifornia) – amerykańska śpiewaczka pochodzenia węgierskiego, alt.

## Życiorys
Była córką dyrygenta i śpiewaczki operowej. Początkowo studiowała w Grazu, następnie uczyła się w Berlinie u Antonii Mielke i Franza Emericha. W 1901 roku zadebiutowała na scenie w Strasburgu, gdzie śpiewała przez następne trzy sezony. W latach 1904–1911 była solistką opery dworskiej w Monachium. W 1911 roku wystąpiła na festiwalu w Bayreuth w roli Waltrauty w Zmierzchu bogów. W tym samym roku debiutowała na deskach nowojorskiej Metropolitan Opera jako Amneris w Aidzie Giuseppe Verdiego pod batutą Arturo Toscaniniego. Z Metropolitan Opera była następnie związana do 1930 roku. Brała udział w amerykańskich prapremierach Don Carlosa Verdiego (1920) i Jenůfy Janáčka (1924). Po raz ostatni wystąpiła na scenie w 1938 roku w Carnegie Hall.
Dysponowała głosem o rozległej skali, poza rolami altowymi umożliwiającym jej też wykonywanie partii sopranu dramatycznego.